# Andrew Hoy
Andrew Hoy (ur. 8 lutego 1959 w Culcairn) – australijski jeździec sportowy, wielokrotny medalista olimpijski. 
Sukcesy odnosi we Wszechstronnym Konkursie Konia Wierzchowego. Na igrzyskach debiutował w 1984 w Los Angeles. W 1992 w Barcelonie wywalczył złoto w konkursie drużynowym. Także na kolejnych dwóch olimpiadach był członkiem złotej drużyny, a w Sydney dodatkowo sięgnął po srebrny medal indywidualnie. Na igrzyskach olimpijskich w 2020 w Tokio zdobył brązowy medal indywidualnie i srebrny w drużynie.
Mieszka w Wielkiej Brytanii. Jego żoną jest Bettina Hoy, w barwach Niemiec brązowa medalistka z Los Angeles oraz uczestniczka IO 2004.

## Starty olimpijskie (medale)
Barcelona 1992
- konkurs drużynowy (Kiwi) – złoto

Atlanta 1996
- konkurs drużynowy (Darien Powers) – złoto

Sydney 2000
- konkurs drużynowy (Darien Powers) – złoto
- konkurs indywidualny (Swizzle In) – srebro

Tokio 2020
- konkurs drużynowy (Vassily de Lassos) – srebro
- konkurs indywidualny (Vassily de Lassos) – brąz